# 加尔加诺
加爾加諾（Gargano）是義大利東南部普利亞大區福賈省的一個歷史和地理區域，面積約1200平方公里。從地圖上看，加爾加諾如同義大利深入地中海的腳後跟。加爾加諾大部分地區是丘陵地形，最高點是卡爾沃山（Monte Calvo），高1065米。加爾加諾的觀光業十分發達。

## 外部連結
41°43′59″N 15°45′00″E / 41.733°N 15.750°E